# Eugen von Keyserling

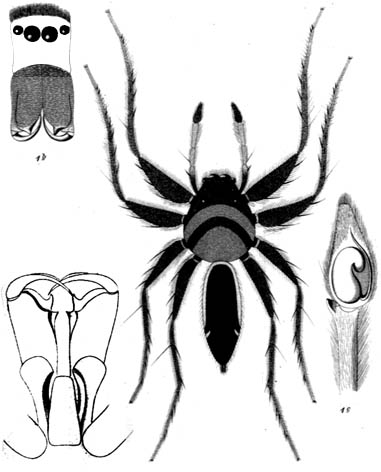
Cosmophasis micans, teckning av Keyserling 1880.

Eugen von Keyserling, född 22 mars 1833 i Pockroy i Litauen, död 4 april 1889 på godset Ernsdorff nära Reichenbach im Eulengebirge i Schlesien, var en tysk-baltisk forskningsresande och zoolog. Han var en av 1800-talets mest betydande araknologer.
Keyserlings spindelsamling omfattade fler än tio tusen arter och köptes efter hans död av Natural History Museum i London, sedan Museum für Naturkunde i Berlin hade tackat nej till änkan Margarethe von Keyserlings erbjudande om att köpa samlingen för 15 000 riksmark.